# Atzerath
Atzerath est un hameau de la commune belge de Saint-Vith (en allemand : Sankt Vith) située en Communauté germanophone et en Région wallonne dans la province de Liège.
Avant la fusion des communes de 1977, Atzerath faisait partie de la commune de Lommersweiler.
Le 31 décembre 2015, le hameau comptait 119 habitants.

## Situation
Atzerath est une petite localité d'Ardenne implantée principalement sur la rive droite et le versant nord de l'Our dans un environnement de prairies entourées de versants boisés.
Le hameau se situe à 8 km à l'est de la ville de Saint-Vith et est traversé par la route nationale 626 entre Saint-Vith et Schoenberg. Il avoisine les hameaux de Heuem, Mackenbach et Setz.

## Patrimoine
Au petit hameau voisin de Mackenbach, situé dans le prolongement oriental d'Atzerath, se trouve l'église dédiée à Saint Laurent (St. Laurentius Kirche). Cet édifice a été bâti au cours du XVe siècle dans un style gothique. Il est composé d'une seule nef de trois travées, d'un chevet plus étroit formé de trois pans et d'une sacristie accolée du côté sud. La tour du clocher date de 1713. Les baies à meneau en arc brisé sont ornées de vitraux. L'église est reprise sur la liste du patrimoine immobilier classé de Saint-Vith depuis 1985.
Atzerath possédait un moulin non banal, ancienne propriété des princes de Nassau, seigneurs de Saint-Vith.

## Activités
Avec la S.A. Hoffmann, Atzerath possède une grande usine de transformation de bois implantée au nord de la route nationale 626.